# Ferrisia virgata
Ferrisia virgata es un insecto de la familia Pseudococcidae, cuyas ninfas y adultos atacan numerosas especies de plantas, entre ellas algunas cultivadas por su uso ornamental y gastronómico. El género Ferrisia parece ser originario del Nuevo Mundo, pero F.virgata está ampliamente distribuida. A veces se confunde, sobre todo en la India, F. virgata con F. malvastra ,que es partenogenética. F. virgata afecta a unos 150 géneros y 68 familias. Afecta a plantas con gran relevancia económica. Puede aparecer en hojas, semillas, tallos, frutos, etc y en distintas fases del desarrollo: floración, aparición de frutos, etc. F. virgata es vector del virus del brote hinchado del cacao (cocoa swollen shoot virus, CSSV) en África Occidental y del virus del cacao de Trinidad (CTV) en Trinidad.

## Historia de la clasificación
Se ha clasificado dentro de Pseudococcus o Dactylopius , ya que durante mucho tiempo se incluían en F. virgata insectos uniparentales, pero se descubrió que F.virgata es biparental y lo que se habían clasificado como otras especies, eran machos de esta.

## Hospedadores primarios
Leucaena leucocephala, Coffea, Abelmoschus esculentus, Acalypha, Anacardium occidentale, Ananas comosus, Annona, Cajanus cajan, Cocos nucifera Codiaeum variegatum Carica papaya, Citrus, Coccoloba uvifera, Corchorus, Cucurbita maxima, Cucurbita pepo, Colocasia esculenta, Dracaena, Elaeis guineensis, Ficus, Gossypium, Ipomoea batatas (batatas, boniatos o camotes), Litchi chinensis, Lycopersicon esculentum, Manihot esculenta, Mangifera indica, Manilkara, Musa , Nicotiana tabacum, Phaseolus, Phoenix dactylifera, Piper betle, Piper nigrum, Psidium guajava, Punica granatum, Solanum melongena, Solanum nigrum, Theobroma cacao, Vigna unguiculata, Vitis vinifera, Zingiber officinale.

## Hospedadores secundarios
Arachis hypogaea, Hibiscus, Malpighia punicifolia, Persea americana, Saccharum officinarum, Zea mays

## Reproducción
Se producen varias generaciones al año, sólo se aparean una vez en su vida y tardan de 12 a 23 minutos, tienen de 109 a 185 huevos que la hembra deposita en un saco de fibras céreas que le sale de debajo del cuerpo; la puesta dura 20-29 días y la incubación 3-4 horas. En la larva, la hembra muda 3 veces y el macho 4 y se desarrollan a los 26-47 y 31-57 días, respectivamente. La hembra adulta vive 36-53 días y el macho de 1 a 3. Pueden viajar a otra planta o puede haber dispersión por viento y animales, pero todo el ciclo vital ocurre dentro de las plantas. Los adultos se reconocen fácilmente por sus surcos dorsales alargados, las hembras son ovales y amarillo-grisáceas con dos rayas en el dorso, pero para una buena identificación se requiere un examen microscópico más exhaustivo. Las grandes plagas se reconocen por los ovisacos céreos, largos filamentos céreos que suelen anclarse en los nodos de crecimiento.

## Control
En cuanto al control comportamental, Toda rama infectada debe ser arrancada y quemada y aunque hay resistencia a pesticidas, se suelen usar de todas formas, por ejemplo: diazinón, malathion, dimetoato y parathion. Se tienen que echar constantemente para conseguir el efecto deseado. Algunas veces pueden usarse aceites para mejorarlos. Lo mejor es el empleo de enemigos naturales:

### Parasitoides
- Aenasius advena, atacan ninfas y adultos Congo, India, África del sur, México, Hawái
- Anagyrus brevicornis, atacan ninfas y adultos en India
- Anagyrus qadrii, atacan ninfas y adultos en India
- Anaysis alcocki, atacan ninfas y adultos en Filipinas
- Anusioptera aureocincta atacan ninfas y adultos, en México
- Blepyrus insularis, atacan ninfas, en India, África del sur, México, Congo
- Coelinius larvas en Japón
- Gyranusoidea citrina, atacan ninfas en África del Sur, Kenia
- Myiopharus doryphorae, atacan ninfas y adultos
- Patiyana coccorum, atacan ninfas y adultos, en Bangladés
- Pseudaphycus debachi, atacan ninfas y adultos en México
- Pseudaphycus flavidulus, atacan ninfas y adultos en Chile

### Predadores
- Alloagrapta javana, ataca huevos, larvas, ninfas, pupas y adultos en India
- Alloagrapta obliqua, ataca huevos, larvas, ninfas, pupas y adultos en Hawái
- Azya luteipes, ataca huevos, larvas, ninfas, pupas y adultos en Hawái
- Cheilomenes sexmaculata, ataca ninfas y adultos en Filipinas
- Chrysopa orestes, ataca huevos, larvas, ninfas, pupas y adultos en India
- Exochomus flaviventris, ataca huevos, larvas, ninfas, pupas y adultos adults en el Congo
- Hyperaspis senegalensis hottentotta, ataca huevos, larvas, ninfas, pupas y adultos en Congo
- Mallada boninensis, ataca huevos, larvas, ninfas, pupas y adultos en India
- Nephus regularis, en India
- Scymnus castaneus, ataca huevos, larvas, ninfas, pupas y adultos, en Pakistán, Bangladés
- Scymnus coccivora, ataca huevos, larvas, ninfas, pupas y adultos in India

### Patógenos
- Empusa fresenii, ataca ninfas y adultos

- Datos: Q10494790
- Multimedia: Ferrisia virgata / Q10494790
- Especies: Ferrisia virgata